# Редовна масонска јурисдикција
Овај чланак се бави организацијом у занату или масонерији Плаве ложе. Погледајте одговарајући чланак за информације о организацији у придруженим масонским телима као што су Ред Јорка и Шкотски обред .
У слободном зидарству, регуларност је један од фактора на основу којих појединачне Велике ложе процењују да ли да признају једна другу у сврху омогућавања формалне интеракције на нивоу Велике ложе и посета чланова других јурисдикција. Свака појединачна Велика ложа одређује које друге Велике ложе сматра редовним (а стандарди за одређивање тога нису једнообразни између Великих ложа).

## Регуларност и њено порекло

### Историја
Постоји низ група масонских јурисдикција које себе сматрају регуларним, и признају поједине као регуларне, а неке сматрају нерегуларним. Не постоји глобални централизован масонски организациони систем, па због тога критеријуми регуларности нису исти у свим Великим ложама.

#### Древни и модерни
Концепт регуларности се први пут појављује у Пејновим прописима, а штампан је у Андерсоновим Конституцијама . У осмом правилу налазимо —
- Ако било који скуп или број масона преузме на себе да формира ложу без налога Великог мајстора, редовне ложе их неће подржавати, нити их сматрати као поштену браћу и прописно формиране у Ложу, нити одобравати њихова дела и одлуке. ; него се према њима треба према њима понашати као према бунтовницима, све док се не понизе, као што ће Велики мајстор у својој разборитости упутити, и док их не одобри својим налогом, који мора бити објављен другим ложама, као што је обичај када нова ложа се уписује у листу ложа.[1]

Ревизије објављене у Конституцијама из 1738. године увеле су термин Регуларна ложа .
Аргументи о томе шта би требало да чини исправну масонерију појављују се 1720-иһ, када су неке ложе Прве Велике ложе Енглеске почеле да замењују стару методу цртања симбола ложе на поду кредом и угљем, траком положеном на под, и преносивим металним словима. Тиме је нова Велика ложа добила надимак Модерни . Иста Велика ложа је 1735. године одбила пријем Старешине и Надзорника једне ирске ложе, који су тврдили да су заменици Великог мајстора Ирске, Уколико не прихвате енглеску Конституцију, што су ови одбили. Године 1751. формирана је друга Велика ложа (Древни), која није прихватила ове иновације. Књига Конституције „ Древних” , Аһиман Резон коју је написао Великог секретар Лоренса Дермота, сугерише да су Модерни тада променили своје лозинке у забринутости због разоткривања списка масона штампаног 1730-их, што њиховим члановима није дозвољавало пријем у било коју ложу ван њихове сопствене јурисдикције. Процес уједињења ове две Велике ложе почео је 60 година касније, тачније 1809. године, када су модерни основали путујућу ложу Промулгације да врате свој ритуал у његов „древни” облик. Ово је омогућило стварање Уједињене Велике Ложе Енглеске 1813.

#### Масонски међаши
Пејнови прописи из 1720. помињу неопходност одржавања „старих обележја” поретка, али дуго нису била дефинисана. Тек 1858. године Алберт Меки је објавио листу од 25 знаменитости, које су, иако нису све универзално прихваћене, чиниле су основу масонских закона неких америчких јурисдикција.
Покушаји да се формулише основа регуларности појавили су се још касније у Енглеској и изгледа да су настали признавањем нове Велике ложе у Француској, која се управо одвојила од Великог Оријента Француске, већ означене као нерегуларне (види доле). У писму из 1913. новог Великог мајстора Независне и регуларне националне Велике ложе Француске и француских колонија, обавезе његових ложа су наведене као његово право на регуларност.
1. Док Ложа ради, Библија ће увек бити отворена на олтару.
2. Церемоније ће се одвијати у строгом складу са „Ректификованим шкотски обредом” који прате ове ложе, ритуалом који је састављен 1778. и одобрен 1782. године, а којим је војвода од Кента инициран 1792. године[тражи се извор]. ].
3. Ложа ће се увек отварати и затварати уз призивање и у име Великог Архитекте Универзума. Сви позиви Реда и Ложа биће одштампани са симболима Великог Архитекте Универзума.
4. У ложи неће бити дозвољена верска или политичка дискусија.
5. Ложа као таква никада неће званично учествовати ни у каквој политичкој афери, али ће сваки појединачни Брат сачувати потпуну слободу мишљења и деловања.
6. Само она браћа која Велика ложа Енглеске признаје као права Браћа биће примљена у ложу.

Чини се да су они тада формирали основу за Основне принципе признања Великих ложа из 1929. године, које још увек користи Уједињена Велика ложа Енглеске .

#### Велики арһитекта универзума
Године 1813, након уједињења „Древних” и „Модерних”, УГЛЕ је створио нови Устав, заснован на Андерсоновим Конституцијама модерних и Аихманског Резона Древних који је захтевао прихватање Великог архитекте Универзума .
Гранд Ориент де Франсе (ГОдФ) је првобитно прилагодио свој Устав како би га ускладио. Међутим, 1877. године, на предлог протестантског свештеника Фредерика Десмонса на конвенцији ГОдФ-а, чланови конвенције су уклонили позивање на Великог архитекту универзума (ГАОТУ) из свог устава. Они су своју одлуку видели као начин да се врате оригиналном Уставу Џејмса Андерсона из 1723. године. Прве две реченице устава ГОдФ-а (у преводу на енглески) биле су:
„Његови принципи масонерије су постојање Бога, бесмртност душе и људска солидарност. Она слободу савести сматра инхерентним правом сваког човека и никога не искључује због његових уверења.”
Они су промењени у:
„Његови принципи су слобода савести и људска солидарност. То никога не искључује због његових уверења.”
Ова одлука је довела до раскола између Великог Оријента Француске и Уједињене Велике Ложе Енглеске (УГЛЕ). Од великог раскола 1877. слободно зидарство је подељено на две гране, масонерију континенталног стила и енглеску масонерију. Ова два огранка нису у међусобном редовном пријатељству, пошто већина ложа у енглеском стилу сматра да су ложе у континенталном стилу неправилне. И Велики Оријент де Франс (Велики оријенти) и Уједињена велика ложа Енглеске (Велике ложе) сматрају да су основни модели за сваку врсту слободног зидарства.

### Поклон

#### Велика Британија — сродне јурисдикције
Највећа колекција међусобно признатих Великих ложа своју регуларност изводи из једне или више матичних великих ложа (Уједињена велика ложа Енглеске (УГЛЕ), Велика ложа Шкотске (ГЛС) и Велика ложа Ирске (ГЛИ)) на основу познатих критеријума као „Основни принципи за признање Велике Ложе” које су заједно кодификовали и објавили 4. септембра 1929. (иако нису нови — развијани су и усавршавани током најмање претходних 150 година):
1. Правилност порекла; тј. свака Велика ложа ће бити законито основана од стране прописно признате Велике ложе или од три или више редовно конституисаних ложа.
2. Да ће вера у ГАОТУ и Његову откривену вољу бити суштинска квалификација за чланство.
3. Да ће сви Иницирани преузети своју Обавезу на или у пуном виду отворене књиге Светог закона, под којом се подразумева откривење одозго које обавезује савест одређеног појединца који се иницира.
4. Да ће чланство Велике ложе и појединачних ложа бити састављено искључиво од мушкараца; и да свака Велика ложа неће имати било какве масонске односе са мешовитим ложама или телима која примају жене у чланство.
5. Да ће Велика ложа имати суверену јурисдикцију над ложама под њеном контролом; тј. да ће бити одговорна, независна, самоуправна организација, са јединим и неоспорним ауторитетом над занатским или симболичким дипломама (ученик, помоћник и мајстор масон) у оквиру своје надлежности; и неће ни на који начин бити подвргнути или поделити такву власт са Врховним саветом или другом силом која би захтевала било какву контролу или надзор над тим степенима.
6. Да ће три Велика светла масонерије (наиме, књига Светог закона, Угломер и Шестар) увек бити изложени када Велика ложа или њој подређене ложе раде, а главно од њих је Књига Светог закона.
7. Да ће дискусија о вери и политици унутар Ложе бити строго забрањена.
8. Да ће се стриктно поштовати принципи древних међаша, обичаји и оправила заната.

Први покушај кодификације управљања слободним зидарством био је Устав масона из Стразбура из 1459. године, који масонска тела континенталног масонства сматрају суштином масонерије. Међутим, популарнију кодификацију у нацијама које говоре енглески створио је Џејмс Андерсон у својим Уставима, објављеним 1723. године, који садрже његову идеју о основним принципима. Др Алберт Меки је надградио ово 1856. године, када је идентификовао 25 међаша или карактеристика масонерије које су широко прихваћене у Америци.
УГЛЕ себе сматра најстаријом Великом ложом у непрекидном постојању. Иако је основана 1813. године са својим првим Великим мајстором, себе сматра наставком много старије Велике ложе Лондона, коју су 1717. основале четири постојеће ложе. Не постоји евиденција о било којој ранијој организацији ложе која се стилизирала као Велика ложа. Три од четири оригиналне ложе још увек постоје. Данас су то УГЛЕ ложе бр. 2, бр. 4 и бр. 12. Наравно, пошто су основане и пре стварања Велике ложе Лондона, функционишу без нормалног налога, а имају и неке интерне канцеларије и прописе који се разликују од стандардних устава УГЛЕ-а. Како датирају пре оснивања најстарије велике ложе, и пошто је њихов стварни датум оснивања непознат, ове три ложе се називају ложама „од памтивека”. Од 1717. године основане су и друге велике ложе, а многе су тражиле признање од УГЛЕ-а, па је он тврдио да је 'репер' масонске регуларности.

#### Јурисдикције „континенталног” стила
Велике ложе и Велики оријенти континенталног стила су основале неколико организација како би организовале своје међународне односе, као што су CLIPSAS, the International Masonic Union Catena, CIMAS, COMAM, TRACIA и, раније, International Secretariat of the Masonic Adogmatic Powersпре него што је поново апсорбован у CLIPSAS.
Друга тела своју процену регуларности заснивају на 8. декрету Андерсоновог устава; Ложа је редовна ако ради у складу са правилима свог одобреног уставног патента. Велике ложе потврђују регуларност својим признатим ложама чланицама и великим ложама патентима.

## Европа

### Аустрија
Прва велика ложа у Аустрији, Велика земаљска ложа Аустрије, основана је у Бечу 1784. године, али само десет година касније, 1794. године, тадашњи цар Светог римског царства Франц други забранио је масонерију. Након аустроугарског компромиса 1867. године масонерија је поново успостављена, али само у угарском делу Царства. Након завршетка Првог светског рата, само четири недеље након проглашења Републике Немачко-Аустрија, основана је Велика ложа Беча 8. децембра 1918. године. Признала ју је УГЛЕ 1930. године. Непосредно након припајања Аустрије нацистичкој Немачкој 1938. године масонерија је поново забрањена. Након завршетка Другог светског рата, Велика ложа Беча је званично поново успостављена 4. августа 1945. године. Године 1952. УГЛЕ је обновио односе са њом. 1955. по завршетку савезничке окупације Аустрије Велика ложа мења име у Велика ложа Аустрије.
Велика ложа Аустрије тренутно има 77 ложа са одприлике 3500 браће.

### Белгија
Неколико великих ложа је активно у Белгији .
Редовна Велика ложа Белгије (РГЛБ) је тренутно једина Велика ложа Белгије коју УГЛЕ и њене усклађене јурисдикције признају као редовну.
Најстарија Велика ложа Белгије, Велики Оријент Белгије (ГОБ) изгубила је признање од стране УГЛЕ-а у 19. веку када је одлучила да уклони захтев да масони верују у Врховно Биће. У покушају да поврати признање од стране УГЛЕ-а, пет ложа из ГОБ-а основало је Велику ложу Белгије (ГЛБ) 1959. године. Када је 1979. ГЛБ такође изгубио признање од стране УГЛЕ-а, девет ложа је 15. јуна 1979. основало Регуларна велика Ложа Белгије .

### Бугарска
Најстарија обедијенција у Бугарској је Најпобожнија велика ложа Бугарске, основана 1917. године. Све док није забрањена 1940. нацистичким законом под називом „Закон о заштити домовине”, ова Велика ложа је била призната од 47 редовних и мејнстрим Великих ложа широм света. Већина признања никада није повучена, а након што је Велика ложа Бугарске (ГЛБ) поново активирана, добила је додатна признања. Данас ГЛБ признају 54 Велике ложе из Европе, Северне и Јужне Америке и Африке. Ради у древном и прихваћеном шкотском обреду, има 16 конститутивних ложа укључујући и једну ложу која говори енглески „ХИРАМ”.

### Ирска
Редовно масонство у Републици Ирској и Северној Ирској контролише Велика ложа Ирске са седиштем у Даблину . Има јурисдикцију над 13 провинцијских великих ложа које покривају све масоне на острву Ирска и још 12 провинција широм света.

### Француска
У 2021. години то је било 38 великих ложа које су деловале у Француској укључујући прекоморске територије . Они се крећу од 200 до 60.000 чланова.
Велика национална ложа Француске (ГЛНФ) је једина француска Велика ложа коју су УГЛЕ и њене усклађене јурисдикције признале као редовну.
Велики Ориент Француске (ГОдФ) је признавала већина Великих ложа у свету све до средине 19. века, када је ГОдФ признала нерегуларну и „непризнату” масонску организацију у Луизијани То је довело до повлачења неколико великих ложа САД признање од ГОдФ-а. Коначна тачка прелома је, међутим, настала услед одлуке ГОдФ-а 1877. да уклони захтев да масони верују у Врховно Биће. Као резултат тога, УГЛЕ и већина других англосаксонских великих ложа прекинуле су све односе са и признавање Великог Оријента Француске.
| Name                                                                                                   | Establishment date /Restructuration | Lodges  | Members M = Masculine / F= Feminine        | Groups           | Website                                            |
| --- | ----------------------------------- | ------- | ------------------------------------------ | ---------------- | -------------------------------------------------- |
| Alliances des Loges symboliques                                                                        | 2011                                | 15      | 200 members M/F                            | -                | ALS                                                |
| Directoire National Rectifié de France-Grand Directoire des Gaule                                      | 2012                                | 25      | 250                                        | -                | DNRF-GDDG                                          |
| Fédération française du « Droit humain » de l'Ordre maçonnique mixte international « le Droit humain » | 1893                                | 518     | 17000 M/F                                  | CLIPSAS MF       | FF-DH                                              |
| Grande Loge universelle de France                                                                      | 2006                                | 15      | 160 M                                      | -                | GLUDF Архивирано на веб-сајту (20. јул 2014)       |
| Grande Loge de l'Alliance maçonnique française                                                         | 2012                                | 680     | 14 680 H                                   | -                | GL-AMF                                             |
| Grande Loge des cultures et de la spiritualité                                                         | 2003                                | 30      | 1 350 M/F                                  | CLIPSAS          | GLCS                                               |
| Grande loge écossaise réformée et rectifiée d'Occitanie                                                | 1995                                | 13      | 170 H                                      | -                | GLERRO                                             |
| Grande Loge égyptienne de France                                                                       | 2008                                | 33      | 250                                        | C.L.I.O.M.E.     | GLEDF Архивирано на веб-сајту (28. септембар 2018) |
| Grande Loge de France                                                                                  | 1894                                | 850     | 34 000 H                                   | GLUE             | GLDF                                               |
| Grande Loge européenne de la fraternité universelle                                                    | 2013                                |         | 500 Members                                | GLEFU            | GLEFU Архивирано на веб-сајту (5. јул 2016)        |
| Grande Loge féminine de France                                                                         | 1952                                | 370     | 14 000 °F                                  | CLIMAF MF        | GLFF                                               |
| Grande Loge féminine de Memphis-Misraïm                                                                | 1965                                | 50      | 1000 °F                                    | CLIPSAS MF       | GLF-MM                                             |
| Grande Loge française de Memphis-Misraïm                                                               | 1960                                | 27      | 330                                        | CLIPSAS          | GLFMM Архивирано на веб-сајту (16. фебруар 2020)   |
| Grande Loge française de Misraïm                                                                       | 1998                                | 15      | 200 H                                      | -                | GLFM Архивирано на веб-сајту (28. март 2009)       |
| Grande Loge indépendante et souveraine des rites unis                                                  | 1973                                | 25      | 300 membres                                | CLIPSAS          | GLISRU Архивирано на веб-сајту (27. мај 2023)      |
| Grande Loge indépendante de France                                                                     | 2013                                | 25      | 230 members                                |                  | GLIF                                               |
| Grande Loge mixte de France                                                                            | 1982                                | 188     | 4500 M                                     | CLIPSAS MF       | GLMF                                               |
| Grande Loge maçonnique française de tradition                                                          | 2009                                | 19      | 258                                        | FLA WTMU CM      | GLMFT Архивирано на веб-сајту (23. јануар 2022)    |
| Grande Loge mixte de Memphis-Misraïm                                                                   | 2000                                | 38      | 500 M/F                                    | CLIPSAS          | GLMMM                                              |
| Grande Loge mixte nationale                                                                            | 2010                                | 45      | 450 M/F                                    | CLIPSAS AME      | GLMN                                               |
| Grande Loge mixte universelle                                                                          | 1973                                | 70      | 2000 M/F                                   | MF               | GLMU                                               |
| Grande Loge mondiale de Misraïm                                                                        | 2004                                | 14      | 320 M                                      | -                | GLMM                                               |
| Grande Loge nationale française                                                                        | 1913                                | 1295    | 29 000 H                                   | GLUA             | GLNF                                               |
| Grande Loge nationale indépendante et régulière pour la France, les DOM et les TOM                     | 2013                                | 10      | 100 M                                      |                  | GNLR Архивирано на веб-сајту (28. мај 2023)        |
| Grande Loge régulière française                                                                        | 1990                                | 50      | 800 M                                      | SOGLIA REFHRAAM  | GLRF Архивирано на веб-сајту (3. октобар 2016)     |
| Grande Loge symbolique de France                                                                       | 1998                                | 35      | 500 M                                      | *                | GLSF                                               |
| Grande Loge unie de Memphis-Misraïm                                                                    | 2009                                | 19      | 210 M/F                                    |                  | GLUMM                                              |
| Grande Loge traditionnelle de France                                                                   | 2012                                | 60      | 1050 M                                     |                  | GLTF                                               |
| Grande Loge traditionnelle et moderne de France                                                        | 2003                                | 12      | 500                                        | -                | GLTMF                                              |
| Grande Loge traditionnelle et symbolique Opéra                                                         | 1958                                | 250     | 4500                                       | GLUE MF          | GLTSO                                              |
| Grande Loge unie de France                                                                             | 1994                                | 17      | 270 M/F                                    | -                | GLUF                                               |
| Grand Orient de France                                                                                 | 1773                                | 1247    | 51 765 masculine members and 1700 Feminine | CLIPSAS SIMPA MF | GODF                                               |
| Grand Prieuré des Gaules                                                                               | 1946                                | 50 env. | 1000                                       | -                | GPDG                                               |
| Loge nationale française                                                                               | 1968                                | 25      | 300 M                                      | MF               | LNF                                                |
| Loge nationale mixte française                                                                         | 2015                                | 5       | 300 M                                      | MF               | LNMF                                               |
| Ordre initiatique et traditionnel de l'art royal                                                       | 1974                                | 65      | 1200 M                                     | -                | OITAR Архивирано на веб-сајту (19. октобар 2010)   |
| Grande Loge symbolique Rite écossais primitif                                                          | 1985                                | 20      | 240 M/F                                    | CLIPSAS AME-EMA  | GLSREP                                             |
| Grande Loge régulière de Tahiti et des archipels                                                       | 2011                                | 7       | 100 M                                      |                  | GLRT                                               |

### Немачка
Уједињене велике ложе Немачке (ВГЛвД) је редовна Велика ложа у Немачкој, састоји се од пет уједињених великих ложа различитих традиција: две традиционалне немачке велике ложе, једну велику ложу пруског шведског обреда, једну енглеску традиционалну Велика ложа и једна северноамеричка древна Велика ложа, последње две Велике ложе су формиране од стране окупационих снага.
У Немачкој постоје и нерегуларне масонске Велике ложе, укључујући жене масоне (ФГЛД)
Италија
У Италији не постоје мање од три националне Велике ложе.
Велика регуларна ложа Италије (ГЛРИ) је једина италијанска Велика ложа коју је УГЛЕ признао као редовну, али друге редовне Велике ложе фаворизују Велики Оријент Италије.
Португал
У Португалу се Велика ложа зове Велика Регуларна ложа Португала (ГЛЛП/ГЛРП) .
Велика ложа Португала (ГЛЛП / ГЛРП) је редовна португалска масонска јурсдикција. ГЛЛП и Регуларна велика ложа Португала бориле су се за вођство регуларне португалске масонерије до њиховог помирења 2011. године, када је другу званично признала Уједињена велика ложа Енглеске (УГЛЕ).

### Словачка
У Словачкој постоји Велика ложа која се зове Велика ложа Словачке  .

## Србија
Велика ложа Југославије — (ВЛЈ) . Почела је са радом 1990 . као Први наследник Пробуђене Велике ложе Југославије, која је формирана 1919. године. Први велики мајстор био је Зоран Ненезић. (касније променила назив у Велика ложа Србије ВЛС)
Регуларна Велика ложа Србије — (РВЛС) . Настала је 1993 . из Регуларне велике ложе Југославије. Настала је расколом у Великој ложи Југославије, када је део чланства, након ванредне скупштине у Риминију (Италија), именовао новог Великог мајстора, и променио назив у Редовна велика ложа Југославије. Легитимитет том састанку дали су представници Уједињених великих ложа Немачке. Први велики мајстор је био Д. Т.
Велика национална ложа Србије (ВНЛС) . Настала је 1997. године иступањем великог броја чланова Велике ложе Југославије (ВЛЈ из1990). Први велики мајстор је био М. Л.
ББ Ложа Србија 676—2004 . обновљен је рад јеврејске масонерије Независног реда Б'наи Брита.
Велики Оријент Француске Србија — (ВОФ Србија) Основан 2005. године. из ложа „Зора” (из 1992), „Верност” (настала 2002.), „Уједињење” (настала 2005.), ложе „Панонија”. Године 2009. придружило јој се још 5 ложа које су се издвојиле из Велике народне ложе Србије ВНЛС. Први велики мајстор В. Ж.
Велика уједињена ложа Србије — (ВУЛС). Настао је 2006 . из више ложа и чланова Велике ложе Југославије(ВЛЈ из 1990), Редовне Велике ложе Србије (РВЛС 1993) и Велике националне ложе Србије (ВНЛС из 1997.) Ова ложа више не ради.
Уједињене велике ложа Србије (УВЛС) Архивирано на веб-сајту  (24. мај 2023) . Настала је 2007. расколом у Великој уједињеној ложи Србије. Ложа „Слобода”, ложа Чедомира Вукића одлази под Ведро Небо, а највећи број чланова ВУЛС-а се одваја и оснива Уједињену Велику ложу Србије (УВЛС).
Регуларна Велика ложа Србије, Београд — (РВЛС Београд). Настала је 2007. из дела чланства Велике уједињене ложе Србије — (ВУЛС из 2006.) и неколико чланова Регуларне велике ложе Србије (РВЛС из1993.). Први велики мајстор Чедомир Вукић
Велика масонска ложа Србије — (ВМЛС) Основана 2008. године. Настала је од преосталог дела Велике уједињене ложе Србије (ВУЛС из 2006.) као и више браће из већ постојећих Великих ложа. Први велики мајстор: Милан Лајһхнер. https://vmls.org.rs/o-nama/
Велика духовна ложа слободних зидара Србије „Суб Роса” — (ВДЛСЗС Суб Роса). Настала је 2015. године издвајањем чланства из Регуларне Велике ложе Србије, Београд (РВЛС,Б из 2007). Први велики мајстор: А. Н.
Велики Оријент Србије — (ВОС) . Настао је 2015 . остваривањем чланства из Редовне Велике ложе Србије, Београд (РВЛС,Б из 2007.). Први велики мајстор: Д. В.
Велика ложа Србије (ВЛС) . Настаола је 2015 . Први велики мајстор: З. К.

## Регуларност Српских Великих ложа
У складу са историјом и пореклом настанка српских Великих ложа, може се са сигурношћу тврдити да све оне воде порекло од Велике ложе Југославије, која је пробуђена 1990. године као наследница Велике Ложе Југославије из 1919.. У том смислу, све српске Велике ложе имају регуларан масонски идентитет порекла.
У погледу међународног признавања регуларности рада, све српске Велике Ложе раде у складу са „Основним принципима за признање Велике Ложе” који су донети 1929.год . Регуларна велика ложа Србије има признање УГЛE, а остале Велике ложе имају међународно међусобно признање са другим Великим ложама и масонским организацијама своје оријентације преко независних масонских међународних тела као што су ЦЛИПСАС, ЦИМАС, ЦОМАМ, ЦАТЕНА, ГЛУДЕ, или неке од других међународних организација Континенталне масонерије . У смислу другог и шестог услова из основних принципа регуларности из 1929. године, (који пријем у чланство условљава веровање у Бога створитеља и свету књигу на олтару), једино би у питање могла да дође регуларност српске Велике Ложе коју је основао Велики Оријент Француске.

## Ženske Masonske Lože u Srbiji
Iako se tradicionalne masonske lože u Srbiji protive osnivanju ženskih Loža, neke su ipak osnovane pod uticajem Francuske liberalne masonerije.
1992. godine je pod Okriljem VOF osnovana prva ženska Loža od sedam članica, sastavljena uglavnom od supruga i prijateljica masona iz Lože „Zora” koja je tada osnovana pod okriljem Francuskog VOF-a.
Vera Fides
2007. godine je takođe — osnovana je ženska loža „Vera Fides” Starešinica te Lože je bila A.B.
Singidunum istok
2009. godine je osnovana mešovita srpska masonska loža Singidunum istok u okviru Francuske federacije Le Droit Humaneu za prava čoveka u Beogradu. Starešina te mešovite Lože je slikar Lj. I.

## Ostali bočni redovi Slobodnog zidarstva u Srbiji
Древни и изворни ред Мемфиса и Мизраима
1999. године основана је и почела са радом Ложа „Мисир” која практикује Древни и оригинални ред Мемфиса и Мизраима, који ради до 99. године" и која се бави истраживањем древниh езотеричниh египатскиh мистерија.
Велики масонски каптол Краљевског лука Србије
У октобру 2013. године, под покровитељством Великог Капитoла Принц Hол масона Краљевског лука Јужне Каролине, у Београду су основани: Кинг Соломон 64, Кеj Стоне 65 и Hармони 66, који је годину дана касније постао Велики Капител масона Краљевског лука Србије (Краљевски лук ) . За првог Великог првосвештеника изабран је досадашњи велики мајстор Уједињене велике ложе Србије В. М.

### Велика Британија
Масонском делатношћу у Уједињеном Краљевству управљају три тела која су независна једно од другог. Уједињена Велика ложа Енглеске има јурисдикцију над масонством у Енглеској, Велсу, Каналским острвима и Острву Ман („Енглески устав” — „ЕЦ”), Велика ложа Шкотске над масонством у Шкотској („Шкотски устав” — „СЦ”), и Велика ложа Ирске над масонством у Ирској („Ирски устав” — „ИЦ”).
Због историјске улоге Уједињене Велике ложе Енглеске (УГЛЕ) у развоју масонерије, термин „редовно масонство”, када није даље дефинисан, обично се односи на Уједињену велику ложу Енглеске и њене признате јурисдикције. Пошто се УГЛЕ сматра не само најстаријом, већ и највећом групом ложа, признање УГЛЕ (или недостатак истог) је генерално барометар по коме се масонска јурисдикција сматра регуларном. УГЛЕ пружа листу признатиһ Великиһ ложа на својој веб страници.

## Северна Америка

### Канада
Већина канадских великих ложа је у пријатељству са УГЛЕ-ом . Такође постоји здраво присуство великих ложа и Оријента повезаних са Великим оријентом Француске, које прате континентално масонерију, посебно у провинцији Квебек на француском говорном подручју.

### Америка
У Сједињеним Државама свака држава има Велику ложу која надгледа ложе унутар те државе и суверена је и независна у оквиру те јурисдикције. Оне се обично називају „редовним” или „мејнстрим” великим ложама. Не постоји национална Велика ложа. Све редовне Велике ложе у САД су у међусобном пријатељству једна са другом и са УГЛЕ-ом.
Због историјске сегрегације, многе државе такође имају суверену и независну Велику ложу Принц Хол која је претежно афроамеричка. Дуги низ година главне велике ложе нису признавале масонерију принца хола и сматрале су своје масонерије принца хола нерегуларном, упркос томе што је УГЛЕ одобравао њихову регуларност. 1980-иһ, многе главне велике ложе почеле су да признају велике ложе Принс хола као масоне.
Због свађе из 19. века и раскола који је из тога произашао, не препознају се све Велике ложе Принс хола једна другу (погледајте Националну Велику ложу Принс хола), и генерално главне велике ложе су следиле вођство својих колега Принс хол када је у питању признавање Великиһх ложа Принс хола у другим државама.
Широм САД такође постоје бројне независне масонске ложе и велике ложе, које као такве не признају УГЛЕ, главне велике ложе или њихове колеге из Принчеве хол. Многи од њих су повезани са међународним организацијама Континенталног масонерије . Масонске послушности повезане са УГЛЕ-ом сматрају их нерегуларним.